# Jurassic World Evolution
Jurassic World Evolution is een bedrijfssimulatiespel ontwikkeld en uitgegeven door Frontier Developments. Het spel kwam op 12 juni 2018 uit voor de PlayStation 4, Windows en de Xbox One. Het spel is gebaseerd op Jurassic World, een film uit 2015.
In Jurassic World Evolution moet de speler een themapark met dinosauriërs creëren en onderhouden. Naast het managen van de behoeften van de bezoekers aan het park, kan de speler ook paleontologen inzetten om naar DNA-materiaal van dinosaurussen te zoeken. Met genoeg DNA-materiaal worden nieuwe dino's vrijgespeeld of de genetische eigenschappen (zoals levensduur) van vrijgespeelde dino's verbeterd.  
Spelers krijgen tijdens een campagne modus contracten en missies om aftewerken van 3 divisies: "Security, Science, Entertainment". In de campagne reis je de "Las Cinco Muertes archipel", een groep van 5 eilanden ook bekend als de "Vijf Doden" van de film reeks. Op deze eilanden moet je een succesvol Jurassic park / world uitbouwen. Na een tijdje van deze missies te doen krijg je uiteindelijk "Isla Nublar" ontgrendelt om in een zandoosmodus een park te bouwen zonder enige restricties. 

## Gameplay
Jurassic World Evolutie is een bedrijfsimulatiespel waar een speler zijn eigen Jurassic World kan bouwen, met attracties en onderzoek gebouwen.

### Dinosaurus creatie
Een speler start met een dinosaurus te ontwikkelen door het bouwen van een onderzoekscentrum, hier onderzoekt de speler de nodige onderdelen van het maken van een dinosaurus. De juiste gebouwen en de mogelijkheid om de dinosaurus op te graven. Hierna bouwt de speler een Expeditie centrum, waarmee ze een expeditie uitsturen om fossielen en ander materiaal op te graven. Vervolgens moet de speler het DNA Sequenteren, dit doen ze via een Fossiel Centrum. Een speler moet het DNA minstens tot 50 percent halen voordat ze een dinosaurus kunnen incuberen, Incubatie gebeurt via een "Hammond creatie laboratorium". Na een incubatie waarvan de tijd afhankelijk is van soort en upgrades, kan de speler de dinosaurus vrijlaten in hun park.

### Zorgen voordinosauriërs
Nadat een speler een dinosaurus heeft vrijgelaten in hun park moet de speler voor de dinosaurus zorgen om een ongeval te voorkomen. Dit doet de speler door de dino correct eten en water te bieden, ook moet een dinosaurus water hebben om van te drinken. Elke soort dinosaurus heeft ook verschillende soorten dinosaurussen hebben verschillende soorten behoeften, een speler moet zorgen dat een dino genoeg bos, plaats, water in hun verblijf heeft. 

### Noodgevallen
In een spelers park kan er van alles misgaan tijdens het spelen, er kan sabotage plaatsvinden, een storm uitbreken, een dinosaurus uitbreken. Voor elk noodgeval is een oplossing wanneer een hek breekt moet de speler dit herstellen met hun "ranger team" en de ontsnapte dinosaurussen verdoven en terug in hun verblijf brengen. Er kunnen verschillende soorten stormen uitbreken waaronder lichte stormen, hevige stormen en orkanen. Deze stormen breken uit het niks uit en vernielen gebouwen, attracties en hekken.

### Attracties
- Viewing Gallery ~ een gebouw dat spelers aan een kooi vastmaken zodat gasten de dinosaurussen kunnen bekijken.
- Viewing Tower ~ eenzelfde soort gebouw als de Viewing Gallery maar dit gebouw geeft gasten een verhoogd zicht om verder te zien.
- Gyrosphere tour ~ een tour in een glazen bol van de Jurassic world film dat gasten door het verblijf van een dinosaurus brengt

## Ontvangst
| Recensiescore       | Recensiescore    |
| Recensieverzamelaar | Score            |
| ------------------- | ---------------- |
| Metacritic          | 72/100 (Windows) |
| Publicist           | Score            |
| Game Informer       | 7/10 (Windows)   |
| IGN                 | 4.8/10 (Windows) |
| Power Unlimited     | 75/100           |
| XGN                 | 8.0/10 (Windows) |

Jurassic World Evolution heeft uiteenlopende beoordelingen van recensenten gehad. Het spel heeft een score van 72 op recensieverzamelsite Metacritic.